# Infection post-partum
Les infections post-partum de l'utérus peuvent être causées par des bactéries peu de temps après un accouchement. Elles provoquent entre autres une douleur dans le bas de l'abdomen, une forte (parfois faible) fièvre et des pertes malodorantes. Généralement ces infection arrivent si les membranes du sac amniotique sont infectées (chorioamniotite).
Les infection utérines comprennent :
- les infections de la muqueuse utérine (endométrite)[2] ;
- les infections du muscle utérin (myométrite) ;
- infections des zones périphériques à l'utérus (paramétrite).

## Causes
Les bactéries normalement présentes dans le vagin peuvent provoquer une infection après l’accouchement. Certaines situations augmentent les chances de développer une infection ; celles-ci comprennent l'anémie, la vaginose bactérienne, la rupture des membranes du sac amniotique, un accouchement particulièrement long ou par césarienne, des fragments placentaires restés dans l'utérus après l'accouchement ou encore des saignements excessifs. D'autres facteurs considérables sont la jeunesse de la mère, ou encore les conditions de l'accouchement (milieux stérilisés, etc.).
Le type d'accouchement joue un grand rôle dans les probabilité de développement d'infection post-partum :
- accouchements vaginaux normaux : 1 à 3 % ;
- accouchements par césarienne planifiée et pratiquée avant le début du travail : 5 à 15 % ;
- accouchements par césarienne non planifiée et pratiquée après le début du travail : 15 à 20 %.

## Symptômes
Les symptômes des infections utérines comprennent fréquemment une douleur dans le bas de l’abdomen ou du pelvis, de la fièvre (habituellement dans les 1 à 3 jours suivant l’accouchement), une pâleur, des frissons (frissons post-partum), une sensation générale de malaise ou d’inconfort, et souvent des céphalées et une perte de l’appétit. La fréquence cardiaque est souvent rapide. L’utérus est globuleux, distendu et ramolli. Il y a, en général, des sécrétions vaginales purulentes et d’abondance variable. Parfois, cependant, le seul symptôme est une faible fièvre.
Lorsque les tissus qui entourent l’utérus sont infectés, ils enflent, ce qui cause une gêne importante. 
Certaines complications graves peuvent survenir, mais cela n’est pas fréquent. À savoir :
- inflammation des membranes qui bordent l’abdomen (péritonite) ;
- formation de caillots dans les veines pelviennes (thrombophlébite pelvienne)
- caillot migrant vers les poumons et se bloquant au niveau d’une artère (embolie pulmonaire) ;
- taux élevés de substances nocives (toxines) dans le sang, produites par les bactéries infectieuses, et entraînant une septicémie (infection de tout l’organisme) ou un choc septique ;
- poche de pus (abcès) dans le pelvis.

En cas de septicémie et de choc septique, la pression artérielle baisse excessivement et la fréquence cardiaque est très accélérée. Cela peut engendrer de graves lésions rénales, voire la mort. Il faut cependant remarquer que ces complications sont rares, en particulier lorsque la fièvre du post-partum est diagnostiquée et rapidement traitée.

## Diagnostic
Le diagnostic d’une infection utérine peut reposer principalement sur les données de l’examen clinique. Parfois, une infection est diagnostiquée lorsque la femme a de la fièvre et qu’aucune autre cause n’est identifiée.
En général, une étude de la présence de bactéries dans un échantillon d'urine permet le diagnostic d'une infection utérine. 

## Traitement
En cas d’infection utérine, la femme est soumise à un traitement antibiotique intraveineux (en général de la clindamycine associée à de la gentamicine) durant au moins 48 heures après la chute de la fièvre. La plupart du temps, il n’est pas nécessaire de poursuivre le traitement antibiotique par voie orale.
Avant une césarienne, les médecins administrent éventuellement des antibiotiques peu avant l’intervention chirurgicale. Un tel traitement peut aider à prévenir les infections de l’utérus et des zones environnantes.